# Герхард Розе
Герхард Розе (на немски: Gerhard Rose) е германски доктор и член на НСДАП. По време на нацисткия режим, участва в медицински експерименти, провеждани върху затворници от концентрационни лагери.

## Биография

### Произход и образование
Розе е роден в Данциг (тогава част от Западна Прусия, сега Гданск в Полша). Розе посещава гимназиите в Стелин, Дюселдорф, Бремен и Бреслау. След дипломирането си започва да учи медицина в Академия Кайзер Вилхелм за военно медицинско образование в Берлин. През 1914 г. той е активен в Pépinière Corps Saxonia. Той се премества в Университета „Фридрих-Вилхелм“ в Берлин и в университета в Бреслау. Розе получава на медицинския си държавен изпит на 15 ноември 1921 г. „много добър“, получава докторска степен на 20 ноември 1922 г. и акредитация като лекар на 16 май 1922 г. В периода 1922-1926 г. Розе е медицински асистент в Института „Роберт Кох“ в Берлин, в Хигиенния институт в Базел и в Анатомичния институт във Фрайбургския университет.

### Китай
През 1929 г. Розе напуска Германия, за да работи в Република Китай. Той е медицински съветник на правителството на Гоминдан. През декември 1929 г. е назначен за директор на медицинската служба в Чекян, освен това е съветник по въпросите на здравето в министерството на вътрешните работи в Чекян. Неговото време в Китай е прекъснато от проучвания в Европа, Азия и Африка. На 1 ноември 1930 г. Розе се присъединява към нацистката партия (членски номер: 346 161).

### Завръщане от Китай
Преди Втората китайско-японска война Розе се завръща през септември 1936 г. и поема на 1 октомври катедра „Тропическа медицина“ в берлинския институт „Роберт Кох“. От лятото на 1938 г. Розе провежда в Берлинския университет лекции и упражнения за тропическа хигиена и тропическа медицина.
През 1939 г. Розе започва служба за Луфтвафе. През 1942 г. той е назначен за консултантски хигиенист и тропическа медицина в медицинската служба на Луфтвафе. Когато войната свършва, Розе заема ранг на генерален лекар.

### Експерименти с малария
Розе провежда експериментите с малария в концентрационните лагери в Дахау и Бухенвалд и с психично болни руски затворници в психиатрична клиника в Тюрингия.
Между 1941 г. и 1942 г. Розе тества за индустрията на IG Farben, (Леверкузен), нови антималарии. Опитите с малария с участието на Розе са документирани за саксонския санаториум Arnsdorf. До юли 1942 г. общо 110 пациенти са заразени с ухапвания от комари. В първата серия от тестове с 49 души, загиват 4 души. Експериментите в Arnsdorf са по времето на нацистките медицински убийства - Акция Т4. Субектите са прехвърлени на други институции и убити там.
От януари 1942 г. в концентрационния лагер в Дахау са проведени човешки експерименти за разработване на ваксина срещу маларията.

## Докторски процес
Осъден е на доживотен затвор за престъпления срещу човечеството и военни престъпления. През 1951 г. присъдата му е намалена на 15 години. Освободен е предсрочно на 3 юни 1955 г.